# John L. Vance

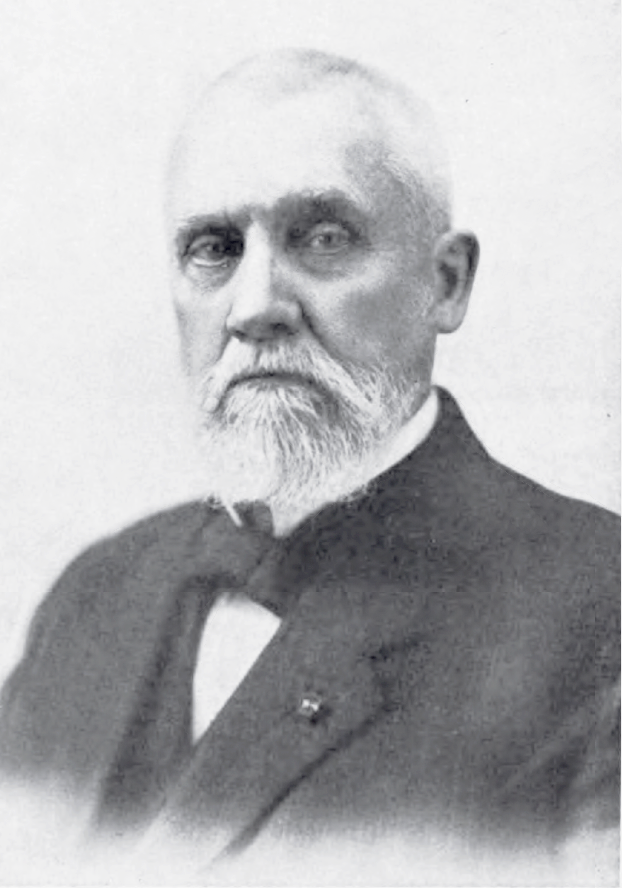
John L. Vance

John Luther Vance (* 19. Juli 1839 in Gallipolis, Ohio; † 10. Juni 1921 ebenda) war ein US-amerikanischer Politiker. Zwischen 1875 und 1877 vertrat er den Bundesstaat Ohio im US-Repräsentantenhaus.

## Werdegang
John Vance besuchte die öffentlichen Schulen seiner Heimat und danach die Gallia Academy. Nach einem anschließenden Jurastudium an der Cincinnati Law School wurde er 1861 als Rechtsanwalt zugelassen. Zwischen April 1861 und Dezember 1864 diente er während des Bürgerkrieges als Offizier im Heer der Union. Dabei stieg er bei einer Infanterieeinheit aus West Virginia bis zum Oberstleutnant auf. Im Jahr 1867 gründete er die Zeitung Gallipolis Bulletin, die er auch herausgab. Seit 1870 praktizierte er in Gallipolis als Anwalt. Politisch schloss er sich der Demokratischen Partei an. Im Juli 1872 nahm er als Delegierter an der Democratic National Convention in Baltimore teil.
Bei den Kongresswahlen des Jahres 1874 wurde Vance im elften Wahlbezirk von Ohio in das US-Repräsentantenhaus in Washington, D.C. gewählt, wo er am 4. März 1875 die Nachfolge von Hezekiah S. Bundy antrat. Da er im Jahr 1876 nicht bestätigt wurde, konnte er bis zum 3. März 1877 nur eine Legislaturperiode im Kongress absolvieren. Nach seiner Zeit im US-Repräsentantenhaus arbeitete John Vance wieder in der Zeitungsbranche. Seit etwa 1878 war er Präsident der Ohio River Improvement Association, die sich mit dem Ausbau des Ohio River  als Wasserstraße befasste. Er starb am 10. Juni 1921 in Gallipolis, wo er auch beigesetzt wurde.